# هيلثي أجينج تور 2021
هيلثي أجينج تور 2021 (بالهولندية: Healthy Ageing Tour 2021) هو سباق دراجات هوائية، وهو الموسم رقم 10 من هيلثي أجينج تور، وأقيم خلال الفترة 10 مارس 2021، وحتى 12 مارس 2021، وامتدّ لمسافة 255.5 كيلومتر، وهو أحد سباقات سباق الدراجات على الطريق للسيدات 2021، وشارك فيه 94 متسابقاً ووصل إلى نهايته 34 متسابقاً.
فاز بالمركز الأول إيلين فان دايك، وبالمركز الثاني ليزا برينور، وبالمركز الثالث إيما نورسجارد يورجنسن، وكان الفائز حسب السرعة غودرون ستوك، وفاز ايمي بيترز في ترتيب النقاط، وكان الفائز حسب النقاط للشباب إيما نورسجارد يورجنسن، وكان الفائز في تصنيف الجبال Lonneke Uneken ‏.

## الفرق
| فرق سيدات عالمية (6)- كانيون إس آر إيه إم راسينغ 2021 ‏ - FDJ–Suez ‏ - موفيستار للسيدات 2021 ‏ - إس دي وركس 2021 ‏ - فريق سنويب للسيدات 2021 ‏ - Lidl–Trek (women's team) ‏ فرق دراجات قارية سيدات (8)- Andy Schleck–CP NVST–Immo Losch ‏ - كامز-تيفوسي ‏ - Ceratizit Pro Cycling ‏ - دروبز-لي كول 2021 ‏ - GT Krush Rebellease Pro Cycling ‏ - إن إكس تي جي ريسينغ 2021 ‏ - باركهوتل فالكنبورغ 2021 ‏ - جامبو فيسما للسيدات 2021 ‏ فرق وطنية (2)- فريق هولندا لركوب الدراجات للسيدات 2021 ‏ - فريق ألمانيا لركوب الدراجات للسيدات 2021‏ |  |
| |  |

## المراحل
| قائمة المراحل | قائمة المراحل | قائمة المراحل                   | قائمة المراحل  | قائمة المراحل | قائمة المراحل   | قائمة المراحل  |
| المرحلة       | التاريخ       | الدورة                          |                | المسافة (كم)  | الفائز بالمرحلة | القائد العام   |
| ------------- | ------------- | ------------------------------- | -------------- | ------------- | --------------- | -------------- |
| مرحلة 1       | 10 مارس       | حلبة أسن تي تي – حلبة أسن تي تي | مرحلة مستوية   | 126           | جولين ديهور     | جولين ديهور    |
| مرحلة 2       | 11 مارس       | Lauwersoog ‏ – Lauwersoog ‏       | فردي ضد الساعة | 14٫4          | Ellen van Dijk  | Ellen van Dijk |
| مرحلة 3       | 12 مارس       | Wijster ‏ – Wijster ‏             | مرحلة جبلية    | 115٫1         | Lonneke Uneken ‏ | Ellen van Dijk |

## النتيجة

### مرحلة 1
هي مرحلة بسيطة، أقيمت في 10 مارس 2021، وامتدّت لمسافة 126 كيلومتر. فاز بالمرحلة جولين ديهور، وكان متصدر الترتيب العام في نهاية المرحلة جولين ديهور، وكان المتصدر حسب ترتيب النقاط جولين ديهور، وكان المتصدر في ترتيب التسلق كلو هوسكينغ، وتصدر ترتيب السرعة غودرون ستوك، وتصدر ترتيب النقاط للشباب إيما نورسجارد يورجنسن، وكان متصدر ترتيب الفرق جامبو فيسما للسيدات 2021 ‏.
| التصنيف العام         | التصنيف العام              | التصنيف العام   | التصنيف العام                   | التصنيف العام |
| العداء                | العداء                     | البلد           | الفريق                          | الوقت         |
| --------------------- | -------------------------- | --------------- | ------------------------------- | ------------- |
| 1                     | جولين ديهور                | بلجيكا          | SD Worx                         | 3 س 13 د 53 ث |
| 2                     | أليس بارنز                 | المملكة المتحدة | Canyon-SRAM Racing              | + 4 ث         |
| 3                     | ليزا برينور                | ألمانيا         | Ceratizit-WNT                   | + 5 ث         |
| 4                     | Karlijn Swinkels ‏          | هولندا          | Jumbo-Visma                     | + 6 ث         |
| 5                     | ايمي بيترز                 | هولندا          | SD Worx                         | + 7 ث         |
| 6                     | Emma Norsgaard             | الدنمارك        | Movistar Women                  | + 7 ث         |
| 7                     | Léna Mettraux ‏             | سويسرا          | Andy Schleck-CP NVST-Immo Losch | + 7 ث         |
| 8                     | Joss Lowden ‏               | المملكة المتحدة | Drops-Le Col                    | + 8 ث         |
| 9                     | آنا هندرسون                | المملكة المتحدة | Jumbo-Visma                     | + 9 ث         |
| 10                    | Nathalie Eklund (cyclist) ‏ | السويد          | GT Krush Tunap                  | + 9 ث         |
| مصدر: ProCyclingStats |                            |                 |                                 |               |

### مرحلة 2
هي مرحلة من نوع سباق زمن فردي، أقيمت في 11 مارس 2021، وامتدّت لمسافة 14.4 كيلومتر. فاز بالمرحلة إيلين فان دايك، وكان متصدر الترتيب العام في نهاية المرحلة إيلين فان دايك، وكان المتصدر حسب ترتيب النقاط ايمي بيترز، وكان المتصدر في ترتيب التسلق كلو هوسكينغ، وتصدر ترتيب السرعة غودرون ستوك، وتصدر ترتيب النقاط للشباب إيما نورسجارد يورجنسن، وكان متصدر ترتيب الفرق كانيون إس آر إيه إم راسينغ 2021 ‏.
| التصنيف العام         | التصنيف العام     | التصنيف العام   | التصنيف العام      | التصنيف العام |
| العداء                | العداء            | البلد           | الفريق             | الوقت         |
| --------------------- | ----------------- | --------------- | ------------------ | ------------- |
| 1                     | Ellen van Dijk    | هولندا          | Trek-Segafredo     | 3 س 34 د 56 ث |
| 2                     | ايمي بيترز        | هولندا          | SD Worx            | + 23 ث        |
| 3                     | ليزا برينور       | ألمانيا         | Ceratizit-WNT      | + 25 ث        |
| 4                     | Emma Norsgaard    | الدنمارك        | Movistar Women     | + 33 ث        |
| 5                     | ليزا كلاين        | ألمانيا         | Canyon-SRAM Racing | + 39 ث        |
| 6                     | Joss Lowden ‏      | المملكة المتحدة | Drops-Le Col       | + 41 ث        |
| 7                     | أليس بارنز        | المملكة المتحدة | Canyon-SRAM Racing | + 45 ث        |
| 8                     | Teuntje Beekhuis ‏ | هولندا          | Jumbo-Visma        | + 1 د 02 ث    |
| 9                     | آنا هندرسون       | المملكة المتحدة | Jumbo-Visma        | + 1 د 02 ث    |
| 10                    | Daniek Hengeveld ‏ | هولندا          | GT Krush Tunap     | + 1 د 05 ث    |
| مصدر: ProCyclingStats |                   |                 |                    |               |

### مرحلة 3
هي مرحلة جبلية، أقيمت في 12 مارس 2021، وامتدّت لمسافة 115.1 كيلومتر. فاز بالمرحلة Lonneke Uneken ‏، وكان متصدر الترتيب العام في نهاية المرحلة إيلين فان دايك.

## المشاركون
| إس دي وركس ‏ SDW | إس دي وركس ‏ SDW                   | إس دي وركس ‏ SDW |
| --------------- | --------------------------------- | --------------- |
| م               | عداء                              | مرتبة           |
| 1               | Lonneke Uneken ‏                   | 4               |
| 2               | كريستين ماجروس (طريق و زمني فردي) | 12              |
| 3               | جولين ديهور                       | 17              |
| 4               | روكسان فورنييه                    | لم يكمل السباق  |
| 5               | ايمي بيترز                        | 5               |
| 6               | كارول آن كانويل                   | 16              |

| Lidl–Trek (women's team) ‏ TFS | Lidl–Trek (women's team) ‏ TFS | Lidl–Trek (women's team) ‏ TFS |
| ----------------------------- | ----------------------------- | ----------------------------- |
| م                             | عداء                          | مرتبة                         |
| 11                            | أمالي ديديريكسن (زمني فردي)   | لم يكمل السباق                |
| 12                            | Lauretta Hanson ‏              | 24                            |
| 13                            | كلو هوسكينغ                   | لم يكمل السباق                |
| 14                            | شيرين فان أنروي               | لم يكمل السباق                |
| 15                            | Ellen van Dijk                | 1                             |
| 16                            | تريكسي ووراك                  | لم يكمل السباق                |

| موفيستار للسيدات ‏ MOV | موفيستار للسيدات ‏ MOV  | موفيستار للسيدات ‏ MOV |
| --------------------- | ---------------------- | --------------------- |
| م                     | عداء                   | مرتبة                 |
| 21                    | باربرا جوارشي          | لم يكمل السباق        |
| 22                    | أليسيا غونزاليس بلانكو | 21                    |
| 23                    | Emma Norsgaard (طريق)  | 3                     |
| 24                    | شيلا جوتيريز           | لم يكمل السباق        |
| 25                    | Lourdes Oyarbide ‏      | لم يكمل السباق        |
| 26                    | Alba Teruel Ribes ‏     | لم يكمل السباق        |

| كانيون–إس آر إيه إم ‏ CSR | كانيون–إس آر إيه إم ‏ CSR         | كانيون–إس آر إيه إم ‏ CSR |
| ------------------------ | -------------------------------- | ------------------------ |
| م                        | عداء                             | مرتبة                    |
| 31                       | Alice Barnes                     | 7                        |
| 32                       | Elise Chabbey ‏ (طريق)            | 15                       |
| 33                       | ليزا كلاين                       | 6                        |
| 34                       | الكسيس ريان                      | 25                       |
| 35                       | Omer Shapira ‏ (طريق و زمني فردي) | لم يكمل السباق           |
| 36                       | هانا لودفيغ                      | لم يكمل السباق           |

| فريق سنويب للسيدات ‏ DSM | فريق سنويب للسيدات ‏ DSM | فريق سنويب للسيدات ‏ DSM |
| ----------------------- | ----------------------- | ----------------------- |
| م                       | عداء                    | مرتبة                   |
| 41                      | سوزان أندرسن            | 22                      |
| 42                      | فايفر جورجي             | 19                      |
| 43                      | ليا كيرشمان             | لم يكمل السباق          |
| 44                      | لورينا ويبيس            | لم يكمل السباق          |
| 45                      | Esmée Peperkamp ‏        | لم يكمل السباق          |
| 46                      | Julia Soek ‏             | لم يكمل السباق          |

| FDJ–Suez ‏ FDJ | FDJ–Suez ‏ FDJ      | FDJ–Suez ‏ FDJ  |
| ------------- | ------------------ | -------------- |
| م             | عداء               | مرتبة          |
| 51            | برودي شابمان       | 30             |
| 52            | أوجيني دوفال       | لم يكمل السباق |
| 53            | Maëlle Grossetête ‏ | 14             |
| 54            | Victorie Guilman ‏  | لم يكمل السباق |
| 55            | لورين كيتشن        | لم يكمل السباق |
| 56            | جادي فيل           | 34             |

| جامبو فيسما للسيدات ‏ TJV | جامبو فيسما للسيدات ‏ TJV | جامبو فيسما للسيدات ‏ TJV |
| ------------------------ | ------------------------ | ------------------------ |
| م                        | عداء                     | مرتبة                    |
| 61                       | Karlijn Swinkels ‏        | 28                       |
| 62                       | بيرنيل ماثيسين           | لم يكمل السباق           |
| 63                       | آنا هندرسون              | 10                       |
| 64                       | رومي كاسبر               | 13                       |
| 65                       | Teuntje Beekhuis ‏        | 8                        |

| Ceratizit Pro Cycling ‏ WNT | Ceratizit Pro Cycling ‏ WNT | Ceratizit Pro Cycling ‏ WNT |
| -------------------------- | -------------------------- | -------------------------- |
| م                          | عداء                       | مرتبة                      |
| 71                         | كيرستن وايلد               | 23                         |
| 72                         | ليزا برينور (طريق)         | 2                          |
| 73                         | فرانزيسكا بروس             | لم يكمل السباق             |
| 74                         | Julie Norman Leth ‏         | لم يكمل السباق             |
| 75                         | Marta Lach ‏ (طريق)         | 18                         |
| 76                         | Lea Lin Teutenberg ‏        | لم يكمل السباق             |

| باركهوتل فالكنبورغ ‏ PHV | باركهوتل فالكنبورغ ‏ PHV | باركهوتل فالكنبورغ ‏ PHV |
| ----------------------- | ----------------------- | ----------------------- |
| م                       | عداء                    | مرتبة                   |
| 81                      | فيمكا ماركوس            | 26                      |
| 82                      | Leonie Bos ‏             | لم يكمل السباق          |
| 83                      | Femke Gerritse ‏         | لم يكمل السباق          |
| 84                      | Nina Buijsman ‏          | لم يكمل السباق          |
| 85                      | Mischa Bredewold ‏       | 27                      |
| 86                      | Amber van der Hulst ‏    | 9                       |

| إن إكس تي جي ريسينغ ‏ NXG | إن إكس تي جي ريسينغ ‏ NXG | إن إكس تي جي ريسينغ ‏ NXG |
| ------------------------ | ------------------------ | ------------------------ |
| م                        | عداء                     | مرتبة                    |
| 91                       | Shari Bossuyt ‏           | لم يكمل السباق           |
| 92                       | Charlotte Kool ‏          | لم يكمل السباق           |
| 93                       | Britt Knaven ‏            | لم يكمل السباق           |
| 94                       | Ilse Pluimers ‏           | لم يكمل السباق           |
| 95                       | NED                      | لم يكمل السباق           |
| 96                       | Mylène de Zoete ‏         | لم يكمل السباق           |

| دروبز ‏ DRP | دروبز ‏ DRP               | دروبز ‏ DRP     |
| ---------- | ------------------------ | -------------- |
| م          | عداء                     | مرتبة          |
| 101        | Joss Lowden ‏             | 11             |
| 102        | إميلي موبيرج             | لم يكمل السباق |
| 103        | Marjolein van 't Geloof ‏ | لم يكمل السباق |
| 104        | Elise Marie Olsen‏        | لم يكمل السباق |
| 105        | April Tacey ‏             | لم يكمل السباق |
| 106        | Maike van der Duin ‏      | 20             |

| Andy Schleck–CP NVST–Immo Losch ‏ ASC | Andy Schleck–CP NVST–Immo Losch ‏ ASC | Andy Schleck–CP NVST–Immo Losch ‏ ASC |
| ------------------------------------ | ------------------------------------ | ------------------------------------ |
| م                                    | عداء                                 | مرتبة                                |
| 111                                  | Fabienne Buri ‏                       | لم يكمل السباق                       |
| 112                                  | Georgia Danford‏                      | لم يكمل السباق                       |
| 113                                  | Line Marie Gulliksen ‏                | لم يكمل السباق                       |
| 114                                  | Léna Mettraux ‏                       | لم يكمل السباق                       |
| 115                                  | Zsófia Szabó ‏                        | لم يكمل السباق                       |
| 116                                  | ساندرا فايس‏                          | لم يكمل السباق                       |

| GT Krush Rebellease Pro Cycling ‏ BPC | GT Krush Rebellease Pro Cycling ‏ BPC | GT Krush Rebellease Pro Cycling ‏ BPC |
| ------------------------------------ | ------------------------------------ | ------------------------------------ |
| م                                    | عداء                                 | مرتبة                                |
| 121                                  | Quinty Ton ‏                          | 32                                   |
| 122                                  | Clara Lundmark ‏                      | لم يكمل السباق                       |
| 123                                  | Daniek Hengeveld ‏                    | لم يكمل السباق                       |
| 124                                  | ميليسا فان نيك ‏                      | لم يكمل السباق                       |
| 125                                  | Nathalie Eklund (cyclist) ‏           | لم يكمل السباق                       |
| 126                                  | Marissa Baks ‏                        | لم يكمل السباق                       |

| كامز-تيفوسي ‏ CAT | كامز-تيفوسي ‏ CAT | كامز-تيفوسي ‏ CAT |
| ---------------- | ---------------- | ---------------- |
| م                | عداء             | مرتبة            |
| 141              | USA              | لم يكمل السباق   |
| 142              | Jessica Finney ‏  | لم يكمل السباق   |
| 143              | Clover Murray ‏   | لم يكمل السباق   |
| 144              | Hayley Simmonds ‏ | لم يكمل السباق   |
| 145              | Jo Tindley ‏      | لم يكمل السباق   |
| 146              | GBR              | لم يكمل السباق   |

| فريق ألمانيا لركوب الدراجات للسيدات 2021‏ GER | فريق ألمانيا لركوب الدراجات للسيدات 2021‏ GER | فريق ألمانيا لركوب الدراجات للسيدات 2021‏ GER |
| -------------------------------------------- | -------------------------------------------- | -------------------------------------------- |
| م                                            | عداء                                         | مرتبة                                        |
| 151                                          | ميكي كروجر                                   | لم يكمل السباق                               |
| 152                                          | Christa Riffel ‏                              | لم يكمل السباق                               |
| 153                                          | Lena Charlotte Reißner ‏                      | لم يكمل السباق                               |
| 155                                          | غودرون شتوك                                  | 29                                           |
| 156                                          | Katharina Hechler ‏                           | لم يكمل السباق                               |

| فريق هولندا لركوب الدراجات للسيدات 2021 ‏ NED | فريق هولندا لركوب الدراجات للسيدات 2021 ‏ NED | فريق هولندا لركوب الدراجات للسيدات 2021 ‏ NED |
| -------------------------------------------- | -------------------------------------------- | -------------------------------------------- |
| م                                            | عداء                                         | مرتبة                                        |
| 161                                          | Eva Jonkers‏                                  | لم يكمل السباق                               |
| 162                                          | Nicole Steigenga ‏                            | 31                                           |
| 163                                          | Bente van Teeseling ‏                         | لم يكمل السباق                               |
| 164                                          | Sofie van Rooijen ‏                           | 33                                           |
| 165                                          | NED                                          | لم يكمل السباق                               |
| 166                                          | NED                                          | لم يكمل السباق                               |

| إس دي وركس ‏ SDW | إس دي وركس ‏ SDW                   | إس دي وركس ‏ SDW |
| --------------- | --------------------------------- | --------------- |
| م               | عداء                              | مرتبة           |
| 1               | Lonneke Uneken ‏                   | 4               |
| 2               | كريستين ماجروس (طريق و زمني فردي) | 12              |
| 3               | جولين ديهور                       | 17              |
| 4               | روكسان فورنييه                    | لم يكمل السباق  |
| 5               | ايمي بيترز                        | 5               |
| 6               | كارول آن كانويل                   | 16              |

| Lidl–Trek (women's team) ‏ TFS | Lidl–Trek (women's team) ‏ TFS | Lidl–Trek (women's team) ‏ TFS |
| ----------------------------- | ----------------------------- | ----------------------------- |
| م                             | عداء                          | مرتبة                         |
| 11                            | أمالي ديديريكسن (زمني فردي)   | لم يكمل السباق                |
| 12                            | Lauretta Hanson ‏              | 24                            |
| 13                            | كلو هوسكينغ                   | لم يكمل السباق                |
| 14                            | شيرين فان أنروي               | لم يكمل السباق                |
| 15                            | Ellen van Dijk                | 1                             |
| 16                            | تريكسي ووراك                  | لم يكمل السباق                |

| موفيستار للسيدات ‏ MOV | موفيستار للسيدات ‏ MOV  | موفيستار للسيدات ‏ MOV |
| --------------------- | ---------------------- | --------------------- |
| م                     | عداء                   | مرتبة                 |
| 21                    | باربرا جوارشي          | لم يكمل السباق        |
| 22                    | أليسيا غونزاليس بلانكو | 21                    |
| 23                    | Emma Norsgaard (طريق)  | 3                     |
| 24                    | شيلا جوتيريز           | لم يكمل السباق        |
| 25                    | Lourdes Oyarbide ‏      | لم يكمل السباق        |
| 26                    | Alba Teruel Ribes ‏     | لم يكمل السباق        |

| كانيون–إس آر إيه إم ‏ CSR | كانيون–إس آر إيه إم ‏ CSR         | كانيون–إس آر إيه إم ‏ CSR |
| ------------------------ | -------------------------------- | ------------------------ |
| م                        | عداء                             | مرتبة                    |
| 31                       | Alice Barnes                     | 7                        |
| 32                       | Elise Chabbey ‏ (طريق)            | 15                       |
| 33                       | ليزا كلاين                       | 6                        |
| 34                       | الكسيس ريان                      | 25                       |
| 35                       | Omer Shapira ‏ (طريق و زمني فردي) | لم يكمل السباق           |
| 36                       | هانا لودفيغ                      | لم يكمل السباق           |

| فريق سنويب للسيدات ‏ DSM | فريق سنويب للسيدات ‏ DSM | فريق سنويب للسيدات ‏ DSM |
| ----------------------- | ----------------------- | ----------------------- |
| م                       | عداء                    | مرتبة                   |
| 41                      | سوزان أندرسن            | 22                      |
| 42                      | فايفر جورجي             | 19                      |
| 43                      | ليا كيرشمان             | لم يكمل السباق          |
| 44                      | لورينا ويبيس            | لم يكمل السباق          |
| 45                      | Esmée Peperkamp ‏        | لم يكمل السباق          |
| 46                      | Julia Soek ‏             | لم يكمل السباق          |

| FDJ–Suez ‏ FDJ | FDJ–Suez ‏ FDJ      | FDJ–Suez ‏ FDJ  |
| ------------- | ------------------ | -------------- |
| م             | عداء               | مرتبة          |
| 51            | برودي شابمان       | 30             |
| 52            | أوجيني دوفال       | لم يكمل السباق |
| 53            | Maëlle Grossetête ‏ | 14             |
| 54            | Victorie Guilman ‏  | لم يكمل السباق |
| 55            | لورين كيتشن        | لم يكمل السباق |
| 56            | جادي فيل           | 34             |

| جامبو فيسما للسيدات ‏ TJV | جامبو فيسما للسيدات ‏ TJV | جامبو فيسما للسيدات ‏ TJV |
| ------------------------ | ------------------------ | ------------------------ |
| م                        | عداء                     | مرتبة                    |
| 61                       | Karlijn Swinkels ‏        | 28                       |
| 62                       | بيرنيل ماثيسين           | لم يكمل السباق           |
| 63                       | آنا هندرسون              | 10                       |
| 64                       | رومي كاسبر               | 13                       |
| 65                       | Teuntje Beekhuis ‏        | 8                        |

| Ceratizit Pro Cycling ‏ WNT | Ceratizit Pro Cycling ‏ WNT | Ceratizit Pro Cycling ‏ WNT |
| -------------------------- | -------------------------- | -------------------------- |
| م                          | عداء                       | مرتبة                      |
| 71                         | كيرستن وايلد               | 23                         |
| 72                         | ليزا برينور (طريق)         | 2                          |
| 73                         | فرانزيسكا بروس             | لم يكمل السباق             |
| 74                         | Julie Norman Leth ‏         | لم يكمل السباق             |
| 75                         | Marta Lach ‏ (طريق)         | 18                         |
| 76                         | Lea Lin Teutenberg ‏        | لم يكمل السباق             |

| باركهوتل فالكنبورغ ‏ PHV | باركهوتل فالكنبورغ ‏ PHV | باركهوتل فالكنبورغ ‏ PHV |
| ----------------------- | ----------------------- | ----------------------- |
| م                       | عداء                    | مرتبة                   |
| 81                      | فيمكا ماركوس            | 26                      |
| 82                      | Leonie Bos ‏             | لم يكمل السباق          |
| 83                      | Femke Gerritse ‏         | لم يكمل السباق          |
| 84                      | Nina Buijsman ‏          | لم يكمل السباق          |
| 85                      | Mischa Bredewold ‏       | 27                      |
| 86                      | Amber van der Hulst ‏    | 9                       |

| إن إكس تي جي ريسينغ ‏ NXG | إن إكس تي جي ريسينغ ‏ NXG | إن إكس تي جي ريسينغ ‏ NXG |
| ------------------------ | ------------------------ | ------------------------ |
| م                        | عداء                     | مرتبة                    |
| 91                       | Shari Bossuyt ‏           | لم يكمل السباق           |
| 92                       | Charlotte Kool ‏          | لم يكمل السباق           |
| 93                       | Britt Knaven ‏            | لم يكمل السباق           |
| 94                       | Ilse Pluimers ‏           | لم يكمل السباق           |
| 95                       | NED                      | لم يكمل السباق           |
| 96                       | Mylène de Zoete ‏         | لم يكمل السباق           |

| دروبز ‏ DRP | دروبز ‏ DRP               | دروبز ‏ DRP     |
| ---------- | ------------------------ | -------------- |
| م          | عداء                     | مرتبة          |
| 101        | Joss Lowden ‏             | 11             |
| 102        | إميلي موبيرج             | لم يكمل السباق |
| 103        | Marjolein van 't Geloof ‏ | لم يكمل السباق |
| 104        | Elise Marie Olsen‏        | لم يكمل السباق |
| 105        | April Tacey ‏             | لم يكمل السباق |
| 106        | Maike van der Duin ‏      | 20             |

| Andy Schleck–CP NVST–Immo Losch ‏ ASC | Andy Schleck–CP NVST–Immo Losch ‏ ASC | Andy Schleck–CP NVST–Immo Losch ‏ ASC |
| ------------------------------------ | ------------------------------------ | ------------------------------------ |
| م                                    | عداء                                 | مرتبة                                |
| 111                                  | Fabienne Buri ‏                       | لم يكمل السباق                       |
| 112                                  | Georgia Danford‏                      | لم يكمل السباق                       |
| 113                                  | Line Marie Gulliksen ‏                | لم يكمل السباق                       |
| 114                                  | Léna Mettraux ‏                       | لم يكمل السباق                       |
| 115                                  | Zsófia Szabó ‏                        | لم يكمل السباق                       |
| 116                                  | ساندرا فايس‏                          | لم يكمل السباق                       |

| GT Krush Rebellease Pro Cycling ‏ BPC | GT Krush Rebellease Pro Cycling ‏ BPC | GT Krush Rebellease Pro Cycling ‏ BPC |
| ------------------------------------ | ------------------------------------ | ------------------------------------ |
| م                                    | عداء                                 | مرتبة                                |
| 121                                  | Quinty Ton ‏                          | 32                                   |
| 122                                  | Clara Lundmark ‏                      | لم يكمل السباق                       |
| 123                                  | Daniek Hengeveld ‏                    | لم يكمل السباق                       |
| 124                                  | ميليسا فان نيك ‏                      | لم يكمل السباق                       |
| 125                                  | Nathalie Eklund (cyclist) ‏           | لم يكمل السباق                       |
| 126                                  | Marissa Baks ‏                        | لم يكمل السباق                       |

| كامز-تيفوسي ‏ CAT | كامز-تيفوسي ‏ CAT | كامز-تيفوسي ‏ CAT |
| ---------------- | ---------------- | ---------------- |
| م                | عداء             | مرتبة            |
| 141              | USA              | لم يكمل السباق   |
| 142              | Jessica Finney ‏  | لم يكمل السباق   |
| 143              | Clover Murray ‏   | لم يكمل السباق   |
| 144              | Hayley Simmonds ‏ | لم يكمل السباق   |
| 145              | Jo Tindley ‏      | لم يكمل السباق   |
| 146              | GBR              | لم يكمل السباق   |

| فريق ألمانيا لركوب الدراجات للسيدات 2021‏ GER | فريق ألمانيا لركوب الدراجات للسيدات 2021‏ GER | فريق ألمانيا لركوب الدراجات للسيدات 2021‏ GER |
| -------------------------------------------- | -------------------------------------------- | -------------------------------------------- |
| م                                            | عداء                                         | مرتبة                                        |
| 151                                          | ميكي كروجر                                   | لم يكمل السباق                               |
| 152                                          | Christa Riffel ‏                              | لم يكمل السباق                               |
| 153                                          | Lena Charlotte Reißner ‏                      | لم يكمل السباق                               |
| 155                                          | غودرون شتوك                                  | 29                                           |
| 156                                          | Katharina Hechler ‏                           | لم يكمل السباق                               |

| فريق هولندا لركوب الدراجات للسيدات 2021 ‏ NED | فريق هولندا لركوب الدراجات للسيدات 2021 ‏ NED | فريق هولندا لركوب الدراجات للسيدات 2021 ‏ NED |
| -------------------------------------------- | -------------------------------------------- | -------------------------------------------- |
| م                                            | عداء                                         | مرتبة                                        |
| 161                                          | Eva Jonkers‏                                  | لم يكمل السباق                               |
| 162                                          | Nicole Steigenga ‏                            | 31                                           |
| 163                                          | Bente van Teeseling ‏                         | لم يكمل السباق                               |
| 164                                          | Sofie van Rooijen ‏                           | 33                                           |
| 165                                          | NED                                          | لم يكمل السباق                               |
| 166                                          | NED                                          | لم يكمل السباق                               |

## التصنيف العام النهائي
| التصنيف العام         | التصنيف العام        | التصنيف العام   | التصنيف العام        | التصنيف العام |
| العداء                | العداء               | البلد           | الفريق               | الوقت         |
| --------------------- | -------------------- | --------------- | -------------------- | ------------- |
| 1                     | Ellen van Dijk       | هولندا          | Trek-Segafredo       | 7 س 08 د 38 ث |
| 2                     | ليزا برينور          | ألمانيا         | Ceratizit-WNT        | + 6 ث         |
| 3                     | Emma Norsgaard       | الدنمارك        | Movistar Women       | + 12 ث        |
| 4                     | Lonneke Uneken ‏      | هولندا          | SD Worx              | + 20 ث        |
| 5                     | ايمي بيترز           | هولندا          | SD Worx              | + 29 ث        |
| 6                     | ليزا كلاين           | ألمانيا         | Canyon-SRAM Racing   | + 43 ث        |
| 7                     | أليس بارنز           | المملكة المتحدة | Canyon-SRAM Racing   | + 56 ث        |
| 8                     | Teuntje Beekhuis ‏    | هولندا          | Jumbo-Visma          | + 2 د 42 ث    |
| 9                     | Amber van der Hulst ‏ | هولندا          | Parkhotel Valkenburg | + 2 د 42 ث    |
| 10                    | آنا هندرسون          | المملكة المتحدة | Jumbo-Visma          | + 2 د 50 ث    |
| مصدر: ProCyclingStats |                      |                 |                      |               |

### تصنيف النقاط
| تصنيف النقاط          | تصنيف النقاط      | تصنيف النقاط    | تصنيف النقاط       | تصنيف النقاط |
| العداء                | العداء            | البلد           | الفريق             | النقاط       |
| --------------------- | ----------------- | --------------- | ------------------ | ------------ |
| 1                     | ايمي بيترز        | هولندا          | SD Worx            | 40 نقطة      |
| 2                     | Ellen van Dijk    | هولندا          | Trek-Segafredo     | 39 نقطة      |
| 3                     | Emma Norsgaard    | الدنمارك        | Movistar Women     | 39 نقطة      |
| 4                     | أليس بارنز        | المملكة المتحدة | Canyon-SRAM Racing | 38 نقطة      |
| 5                     | ليزا برينور       | ألمانيا         | Ceratizit-WNT      | 32 نقطة      |
| 6                     | Lonneke Uneken ‏   | هولندا          | SD Worx            | 25 نقطة      |
| 7                     | جولين ديهور       | بلجيكا          | SD Worx            | 25 نقطة      |
| 8                     | ليزا كلاين        | ألمانيا         | Canyon-SRAM Racing | 24 نقطة      |
| 9                     | آنا هندرسون       | المملكة المتحدة | Jumbo-Visma        | 21 نقطة      |
| 10                    | Karlijn Swinkels ‏ | هولندا          | Jumbo-Visma        | 16 نقطة      |
| مصدر: ProCyclingStats |                   |                 |                    |              |

### تصنيف الجبال
| تصنيف الجبال          | تصنيف الجبال           | تصنيف الجبال     | تصنيف الجبال       | تصنيف الجبال |
| العداء                | العداء                 | البلد            | الفريق             | النقاط       |
| --------------------- | ---------------------- | ---------------- | ------------------ | ------------ |
| 1                     | Lonneke Uneken ‏        | هولندا           | SD Worx            | 25 نقطة      |
| 2                     | Emma Norsgaard         | الدنمارك         | Movistar Women     | 9 نقطة       |
| 3                     | جولين ديهور            | بلجيكا           | SD Worx            | 5 نقطة       |
| 4                     | Ellen van Dijk         | هولندا           | Trek-Segafredo     | 3 نقطة       |
| 5                     | ليزا كلاين             | ألمانيا          | Canyon-SRAM Racing | 3 نقطة       |
| 6                     | آنا هندرسون            | المملكة المتحدة  | Jumbo-Visma        | 3 نقطة       |
| 7                     | الكسيس ريان            | الولايات المتحدة | Canyon-SRAM Racing | 3 نقطة       |
| 8                     | ليزا برينور            | ألمانيا          | Ceratizit-WNT      | 1 نقطة       |
| 9                     | أليسيا غونزاليس بلانكو | إسبانيا          | Movistar Women     | 1 نقطة       |
| 10                    | سوزان أندرسن           | النرويج          | Team DSM           | 1 نقطة       |
| مصدر: ProCyclingStats |                        |                  |                    |              |

## تصنيف الفرق

### الفرق حسب الوقت
| تصنيف الفرق حسب الوقت | تصنيف الفرق حسب الوقت | تصنيف الفرق حسب الوقت | تصنيف الفرق حسب الوقت |
| الفريق                | الفريق                | البلد                 | الوقت                 |
| --------------------- | --------------------- | --------------------- | --------------------- |
| 1                     | SD Worx               | هولندا                | 21 س 29 د 45 ث        |
| 2                     | Canyon-SRAM Racing    | ألمانيا               | + 46 ث                |
| 3                     | Jumbo-Visma           | هولندا                | + 4 د 49 ث            |
| مصدر: ProCyclingStats |                       |                       |                       |

## تصانيف فرعية

### تصنيف أفضل عداء
| تصنيف أفضل عداء       | تصنيف أفضل عداء | تصنيف أفضل عداء | تصنيف أفضل عداء    | تصنيف أفضل عداء |
| العداء                | العداء          | البلد           | الفريق             | النقاط          |
| --------------------- | --------------- | --------------- | ------------------ | --------------- |
| 1                     | غودرون ستوك     | ألمانيا         | Maxx-solar Lindig  | 17 نقطة         |
| 2                     | Lonneke Uneken ‏ | هولندا          | SD Worx            | 6 نقطة          |
| 3                     | ليزا كلاين      | ألمانيا         | Canyon-SRAM Racing | 6 نقطة          |
| مصدر: ProCyclingStats |                 |                 |                    |                 |

### تصنيف أفضل شاب
| تصنيف أفضل شاب        | تصنيف أفضل شاب       | تصنيف أفضل شاب  | تصنيف أفضل شاب                     | تصنيف أفضل شاب |
| العداء                | العداء               | البلد           | الفريق                             | الوقت          |
| --------------------- | -------------------- | --------------- | ---------------------------------- | -------------- |
| 1                     | Emma Norsgaard       | الدنمارك        | Movistar Women                     | 7 س 08 د 50 ث  |
| 2                     | Lonneke Uneken ‏      | هولندا          | SD Worx                            | + 8 ث          |
| 3                     | Amber van der Hulst ‏ | هولندا          | Parkhotel Valkenburg               | + 2 د 30 ث     |
| 4                     | فايفر جورجي          | المملكة المتحدة | Team DSM                           | + 4 د 03 ث     |
| 5                     | Maike van der Duin ‏  | هولندا          | Drops-Le Col                       | + 4 د 11 ث     |
| 6                     | Mischa Bredewold ‏    | هولندا          | Parkhotel Valkenburg               | + 7 د 28 ث     |
| 7                     | Sofie van Rooijen ‏   | هولندا          | هولندا                             | + 8 د 32 ث     |
| 8                     | جادي فيل             | فرنسا           | FDJ-Nouvelle Aquitaine-Futuroscope | + 8 د 56 ث     |
| مصدر: ProCyclingStats |                      |                 |                                    |                |

## وصلات خارجية
- الموقع الرسمي
- لمحة عن سباق هيلثي أجينج تور 2021 على موقع  ProCyclingStats   (برو  سايكلنج  ستاتس) - إحصاءات  محترفي  الدراجات.
- هيلثي أجينج تور 2021 على موقع إحصائيات الدراجات الإحترافية (الإنجليزية)